# X. Carpentier
Pour les articles homonymes, voir Carpentier.
X. Carpentier est un littérateur et grammairien français du XVIIIe siècle.

## Biographie
Maître-ès-arts, Carpentier fut professeur à l'Université de Paris dans la seconde moitié du XVIIIe siècle. 

## Œuvres
- Leçons de grammaire, 1774.
- Nouveau plan d'éducation pour former des hommes instruits et des citoyens utiles, 1775 (peut-être par référence à l'ouvrage de Gabriel-François Coyer Plan d'éducation publique paru en 1770).